# 鄭鴻逵
鄭鴻逵（1613年—1657年），原名芝鳳（另據錢海岳《南明史》，原名芝彪），考取武舉人時，改名鴻逵。字曰漸，又字聖儀，號羽公。原為明朝官員，後來追隨鄭成功抗清。鄭芝龍之弟，排行第四，鄭成功的叔父。

## 生平

### 擁立隆武帝
崇禎十三年（1640年）考取武進士，擔任錦衣衛都指揮使。崇禎十七年（1644年）弘光帝，派他前往鎮江防範清軍，擔任鎮江總兵、鎮海將軍。弘光元年（1645年）鄭鴻逵得知清軍渡過長江，退往福建，中途於杭州遇見唐王朱聿鍵，一起回到福建。鄭鴻逵打算以朱聿鍵繼任南明皇帝，許多大臣認為應該先擊敗清軍，再考慮即位之事；鄭鴻逵表示不快點即位，會有其他人先行稱帝。朱聿鍵因此被擁立為皇帝（隆武帝），鄭鴻逵也因這項功勞，受封定虜侯，後來晉升定國公。
不久，隆武帝命令鄭鴻逵前往浙江進攻清軍，鄭鴻逵離開仙霞關沒多遠，就以等待補給為理由，不繼續進軍。隆武二年（1646年）正月，因鄭鴻逵軍從浙江江山退回福建，隆武帝怒責鄭鴻逵「始則境內坐糜，今復信訛撤轉，不但天下何觀，抑且萬世遺恥，未有不能守於關外而能守於關內者」，下詔由太師降為少師。魯王朱以海政權被清軍擊敗，鄭鴻逵撤退，清軍因此佔領仙霞關。隆武帝得知消息，撤銷鄭鴻逵的爵位。十一月，鄭芝龍決定投靠清朝，準備前往福州和貝勒博洛見面，鄭鴻逵勸說鄭芝龍退往海上，鄭芝龍不接受。鄭鴻逵只好率軍前往金門，同時为避免鄭成功遭鄭芝龍挾持，鄭鴻逵暗中將他放走。

### 繼續反清
永曆元年（1647年）和鄭成功一起圍攻泉州，但是清援軍抵達，只得放棄圍城，鄭鴻逵返回白沙（在安海鎮）。明年，前往佔領揭陽。
永曆五年（1651年）鄭成功前往廣州救援永曆帝，鄭鴻逵返回廈門防守，遭遇清提督馬得功攻陷廈門，鄭鴻逵率軍阻截馬得功後路。馬得功以鄭鴻逵母親的性命要脅，因此鄭鴻逵放走馬得功。鄭成功得知消息，嚴厲責備他，鄭鴻逵於是隱居在白沙。

### 晚年
永曆八年（1654年）五月，清朝決定和鄭成功和談，並策封鄭鴻逵當奉化伯，並留任總兵。鄭芝龍希望鄭鴻逵出面勸說鄭成功，接受清朝開出的條件，鄭鴻逵認為鄭成功抗清意志堅決，不可能說服；自己有腳病，也無心做官，婉拒鄭芝龍的請求。
永曆十年（1656年）清軍進攻白沙，鄭鴻逵退往金門。
永曆十一年（1657年），在金門去世，享年45虛歲。
永历十二年（1658年），永历帝在不知道郑鸿逵死讯的情况下，封郑鸿逵为真定王。

## 作品
- 《及春堂集》，收录郑鸿奎诗作品一百二十首[10]

## 逸事
- 鄭鴻逵準備前往浙江進攻清軍，隆武帝舉行祭典為他送行。當隆武授黃鉞給鄭鴻逵時，突然颳起一陣風，將台上的匾額吹掉，鉞柄因此被砸成兩半，朱元璋的神位也被吹倒；鄭鴻逵騎馬出發時，馬居然跌倒。這些事都被當作是不祥的預兆[11]。

- 鄭鴻逵在揭陽時，發現港口的水底發出光芒，派人潛水下去看，原來是一尊大炮，上面刻有歐洲文字。這大炮可以裝重24斤的炮彈，射程可達4、5里，只要祈禱必定擊中目標。鄭鴻逵用這尊大炮摧毀不少敵軍的要塞，當時的人認為這尊大炮是神物[12]。